# Christian Berger (director de fotografía)

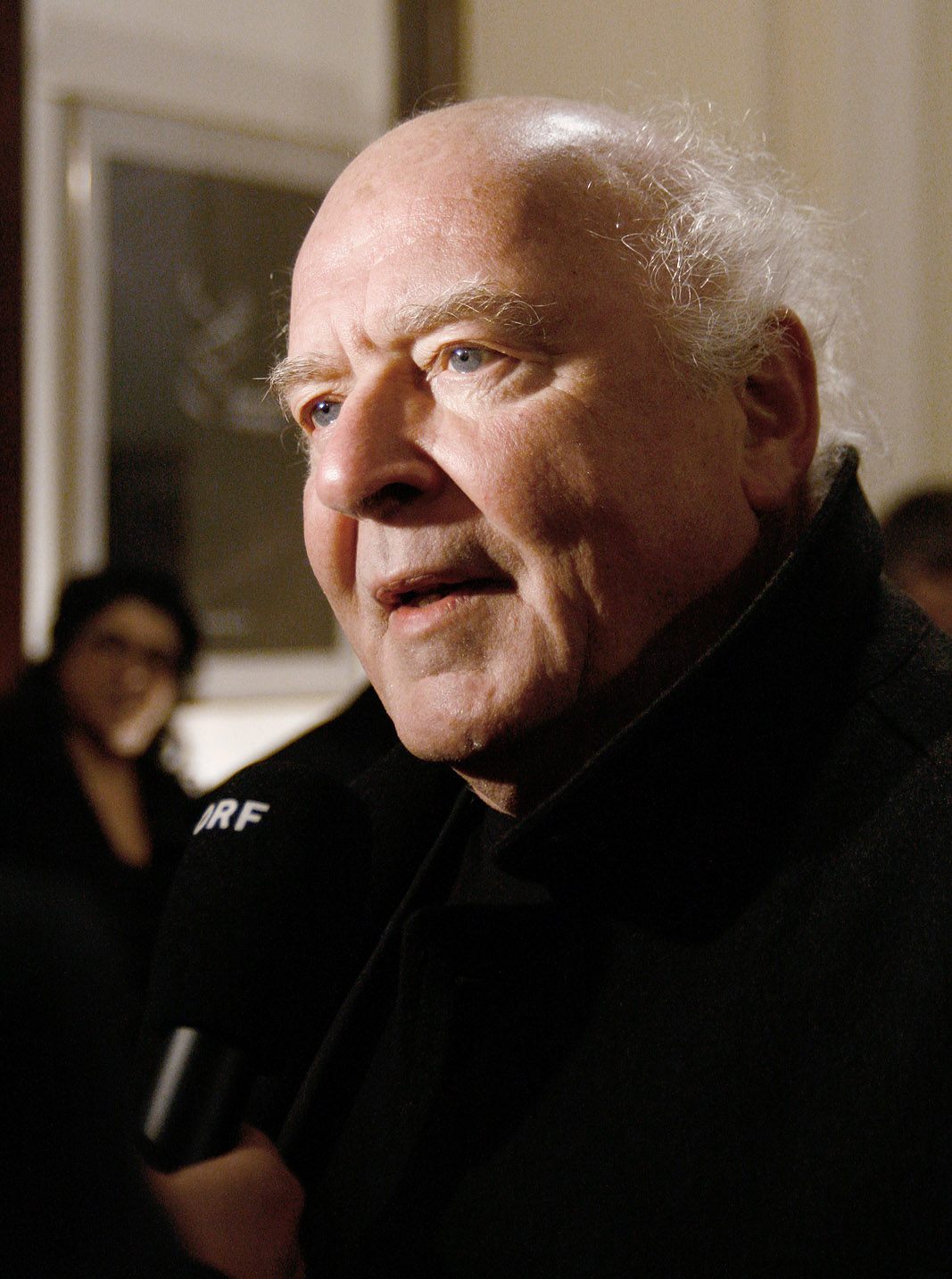
Christian Berger

Christian Berger (n. el 13 de enero de 1945) es un director de fotografía austríaco. Es mayormente conocido por su trabajo con Michael Haneke, y se desempeñó en la película The White Ribbon, por la cual consiguió numerosos premios como el ASC Awards, además de una nominación a los Premios Oscar.
Berger inventó un sistema de iluminación llamado "Cine Reflect Lighting System" que usó en sus últimas películas. Además de su trabajo como director de fotografía, enseña cinematografía en la academia "Filmacademy Vienna".
Berger está casado con la actriz Marika Green, y es padre de Christian Berger Jr y de Daniela Berger.

## Filmografía
- Raffl (1984)
- Benny's Video (1992)
- 71 Fragments of a Chronology of Chance (1994)
- The Piano Teacher (2002)
- Time of the Wolf (2003)
- Caché (2005) (Hidden)
- Disengagement (2007)
- The White Ribbon (2009)
- Die Nacht der 1000 Stunden/Night of a 1000 Hours (2016) de Virgil Widrich

## Premios y distinciones
Premios Óscar
| Año  | Categoría        | Película        | Resultado |
| ---- | ---------------- | --------------- | --------- |
| 2010 | Mejor Fotografía | La cinta blanca | Nominado  |